# Flangebouche
Flangebouche är en kommun i departementet Doubs i regionen Bourgogne-Franche-Comté i östra Frankrike. Kommunen ligger i kantonen Pierrefontaine-les-Varans som tillhör arrondissementet Pontarlier. År 2022 hade Flangebouche 833 invånare.

## Befolkningsutveckling
Antalet invånare i kommunen Flangebouche
Referens:INSEE